# 구성공작기계종합공장
구성공작기계종합공장(龜城工作機械綜合工場)은 평안북도 구성시에 위치하고 있는 북한 제2의 공작기계 제작 공장으로 기계 공업성 공작기계 공업 관리국 산하이며 구성 시리즈 공작기계를 생산하는 공장으로 유명하다. 
부지 면적 50만제곱미터, 건평이 8.1만제곱미터, 1만여대 생산능력을 보유하고 있는 것으로 평가된다.
주요 생산 품목은 구성-3호, 구성-10호 등 만능 선반, 구성-1호 등 자동 선반, 수치 제어 밀링머신, 대형 볼반, 차륜 모사 가공반, 곡축 초완성 가공반, 18m 회전 선반 등 공작기계와 15,000m3압축기, 10,000톤프레스 등 대형 기계, 그리고 소재 및 프레스 소재 공급 로봇, 용접 소재 공급 로봇 등이다.
조직은 소재 직장, 1,2,3 주물직장, 열처리 직장, 압연 직장, 단조 직장, 1∼8 가공 직장, 제관 직장, 장비 직장, 공구 직장, 공무 직장, 동력 직장, 조립 직장, 완성 직장, 공작기계 수리 직장, 자동화 직장, 중앙 컴퓨터실, 설계 사업소, 공업 시험소 등이며, 산하에 104호 분공장을 두고 있다.
90년대 중반까지 있던 주물 종합 직장이 2000년대이후 다시 1,2,3주물직장으로 분리되었고 별도의 공장이었던 구성104호공장이 분공장으로 편입되었다.

## 공작기계 제작 과정 역사
이 기업소는 1954년 1월 부지를 정하고 공장 건설에 착수하여 헝가리의 지원으로 1959년 구성 공작기계 공장이라는 명칭하에 1차 조업을 개시하였다. 
설립 초기에는 구조가 간단한 탁상 선반, 탁상 볼반 등을 주로 생산하였으나 점차 S1 - 280형, S1 - 250형 선반, B32형 입식 볼반과 P-3650 형삭반 등을 생산하였다. 
그리고 1960년대 후반부터 1970년대 중반까지는 가공 공정 및 주물 공정의 자동화를 추진하여 시설 개체, 기술 개발을 추진하여 대량 생산 및 다기종 생산을 시도하여 1976년에는 공작기계 1만 대의 생산능력을 갖추었고, 1978년에는 CNC 공작기계의 제작에 성공한바 있다.
1983년에는 CNC 공작기계를 제작하였다.
주로 원판류 제품들을 가공하고 있는 이 선반은 대규모 집적회로에 의한 수치 제어 장치가 부착되어 있고, 광소자에 의한 광전식 변환기가 설치되어 조종이 자동적으로 진행되며, 보내기속도와 이송량 등 선반의 모든 동작과정이 자동적으로 알려지며 필요한 속도 감속 지령이나 제동 지령이 자동적으로 실행될 뿐 아니라 메모리에 기억된 작업 공정표의 교정도 쉽다고 한다.
1990년에는 전국 3대 혁명 소조 로봇 전시회에 선삭 유연 가공 라인과 밀링머신 이동 로봇, 만능선반 이송 로봇 등 4종의 전자, 자동화 설비를 출품 하였다.
1992년에 CNC 공작기계 전문 생산 공장인 구성 104호 공장을 건설하고 이를 위하여 주축함 다축 보링반, 심압대 보링반을 비롯한 여러 가지 단능 설비를 제작, 설치하였으며 1993년경에는 CNC 공작기계 생산과 공장 관리 운영을 전산화함으로써 무인화 공장 건설의 전망을 열어놓았다고 평가하였다.

## 개건 현대화 과정
2000년들어 1월 김정일이 방문하여 다른 나라를 따라 갈것이 아니라 앞서야 한다고 지적함에 따라 구성-6호, 구성-10호 등 만능선반 생산을 다그치면서 설계 사업소와 104호 분공장에서 새로운 CNC 공작기계 개발에 착수하여 CNC 공작기계인 종합 선삭반을 개발하였는데 기존 구성-104호보다 훨씬 성능이 좋으며 이 과정에서 직선 베어링과 볼나사 등을 자체 개발하여 CNC 공작기계의 기본 문제인 정밀도에서 획기적 전환을 이루어 내었다고 한다. 이는 1,000분의 1mm 수준의 정밀도를 따지는 초정밀 부분품이라고 한다.
CNC화된 구성10호 만능 공작기계, 볼후라이스반, CNC 선반 시제품 개발에 이어 생산 공정을 설치하여 생산에 돌입하였다. 
또한 희천-5호와 함께 구성-10호 CNC 만능 선반 등을 2년 남짓한 기간에 10여개국에 수백대 수출하였다.
당시 구성-10호 만능 선반에 CNC 장치를 부착, 개조한 CNC 구성-10호, 종합선삭반 구성125-160형과 이를 개조한 구성 125-160-3형을 공개하였다.
2002년 3월 지난 1년사이에 생산 경영 관리의 여러 가지 업무 활동에 컴퓨터를 적극 이용하는데서 커다란 성과를 이룩하였으며 광명망을 효과적으로 구성하여 생산과에서 모든 생산 공정의 가동상태를 파악 처리할 수 있도록 전산 시스템 구축 사업을 진행하였다.
5월경 1대의 컴퓨터에 의한 여러대의 CNC 공작기계를 제어하는 체계를 완성했고 CNC 선반, 실린더 보링반 등 현대적인 공작기계 개발에 성공함으로써 300일간의 혁신적 노력을 통해 1단계 목표가 실현되었다.
이후 기업소는 주물 직장 현대화와 1가공직장에 함가공 유연 가공 라인 실현 등 가공 직장들의 무인화 개건을 주 대상으로 설정하고 현대화 작업에 착수하였다.
1가공직장의 유연 가공 라인을 완성하였고 공장 건물도 그에 맞게 개조한 가운데 가공 직장들의 생산 공정 무인화를 마지막단계에 있다고 하였다.
당시 김정일이 현지지도하여 전국의 본보기공장으로 훌륭히 꾸려졌다고 평가했다고 하면서 2년이라는 짧은 기간에 공장의 현대화, 과학화 실현에서 커다란 진전을 이룩했다고 선전했다.
2009년 3월 김정일이 재현지지도 했을 당시 CNC 기술에 의한 생산 체계를 전면적으로 도입한 현대화의 본보기 공장으로 선전하였음을 알수가 있다.

## 개건 현대화 연표
- 2000년 3월 5일 : 주물 공정에서 모래를 적게 쓰고 주물품의 품질을 최대한 높여 오작품을 없애며 합성 주철 용해 방법을 더욱 완성하였음
- 2000년 12월 18일 : 구성-6호, 구성-10호 만능 선반을 비롯한 만능 공작기계 생산을 힘 있게 내밀면서 CNC-구성-10호 만능 선반과 여러 가지 자동 선반들, 볼 후라이스반을 비롯한 7가지의 새 지표들을 개발
- 2001년 3월 5일 : 폐기되었던 프로그램 작성기를 되살려 내여 CNC 제어 장치 모의 실험에 성공하였음
- 2001년 9월 28일 : 1대의 컴퓨터로 여러대의 공작기계들을 관리하는 제어 체계 마련에서 큰 성과를 거둠
- 2002년 3월 3일 : 중앙 컴퓨터실을 중심으로 폭 넓게 형성된 자체의 LAN을 전국적인 컴퓨터 통신망에 연결시키고 기술 정보 활동을 보다 활발히 벌려 나가기 위한 노력 전개
- 2004년 7월 12일 : 김정일이 현지지도를 하여 가공 라인의 무인화를 한 것에 대한 성과를 크게 칭찬을 하였고 크게 높였음
- 2010년 1월 23일 : 구성 공작기계 종합 공장이 승리자동차련합기업소와 금성뜨락또르공장에 구성-6호 CNC 만능선반을 공급하여 자동차 공장과 트랙터 공장이 가공에 수월하게 하였음
- 2012년 10월 28일 : 과거에 고성능 CNC 공작기계인 10축 복합 가공반 제작에 성공했음